# West Wycombe Park

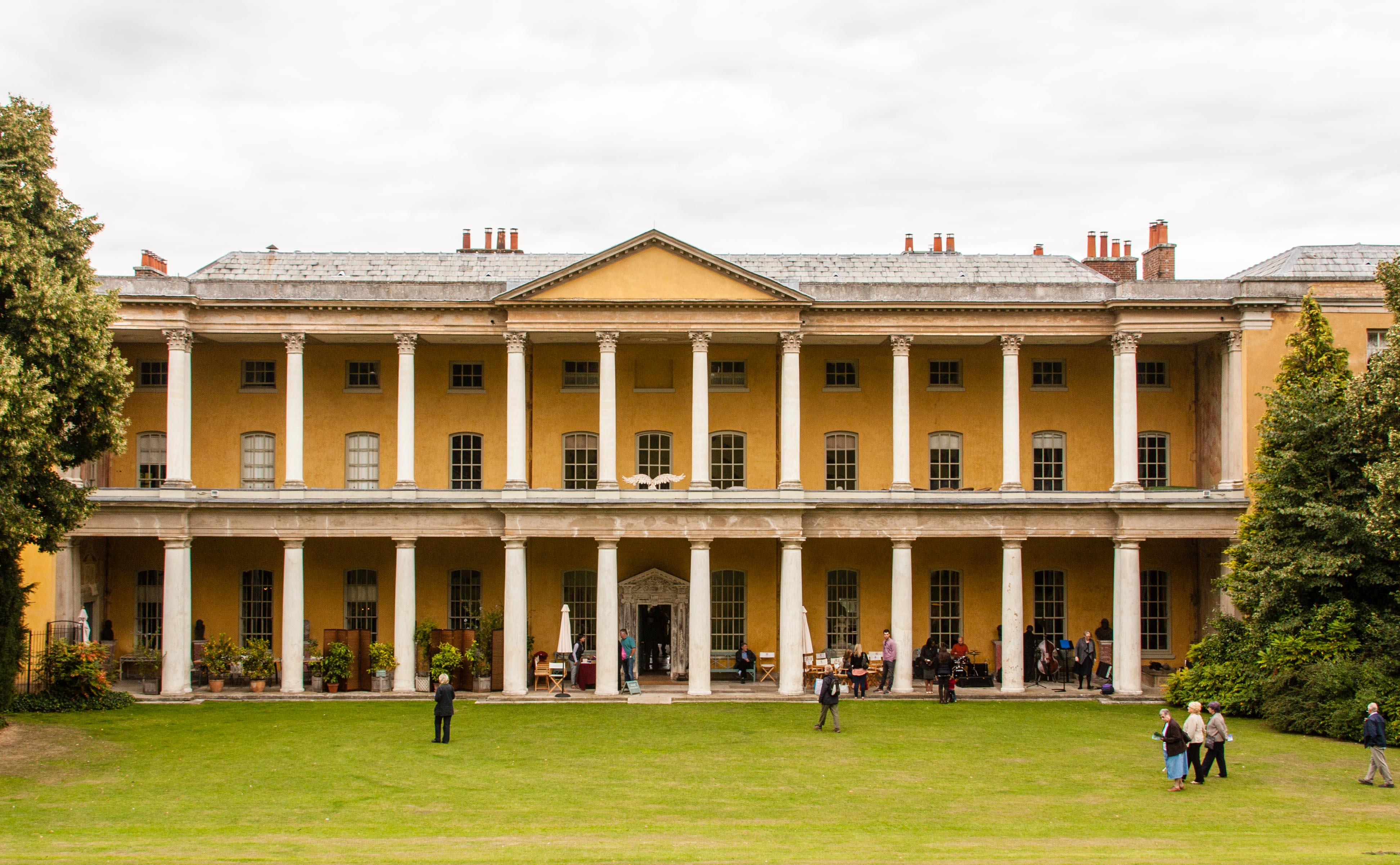
Die doppelten, übereinander angeordneten Kolonnaden an der Südfassade von West Wycombe Park. Sie sind unten toskanisch und oben korinthisch. Oben ist ein zentraler Ziergiebel aufgesetzt, was in der englischen Architektur sehr unüblich ist (auf dem Grundriss unten mit M markiert).

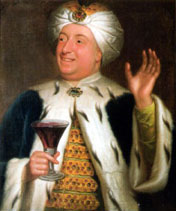
Sir Francis Dashwood, 2. Baronet (1708–1781), ein notorischer Lebemann und Auftraggeber von West Wycombe, gekleidet in seinem „ottomanischen“ Dining-Club-Gewand

West Wycombe Park ist ein englisches Landhaus in der Nähe des Dorfes West Wycombe in der englischen Grafschaft Buckinghamshire, das zwischen 1740 und 1800 errichtet wurde. Es war als Lustschloss für den Libertinen und Dilettanten Sir Francis Dashwood, 2. Baronet. Das Haus bildet ein langgezogenes Rechteck mit vier Fassaden, die mit Säulen und Ziergiebeln versehen sind; drei davon vermitteln einen theatralischen Eindruck. Das Haus repräsentiert den gesamten Fortschritt britischer Architektur des 18. Jahrhunderts von der idiosynkratisch-palladianistischen bis zur klassizistischen, auch wenn Anomalitäten im Entwurf des Hauses dieses architektonisch einmalig machen. Das Herrenhaus liegt inmitten eines Landschaftsgartens aus dem 18. Jahrhundert, der kleine Tempel und Follies enthält, die sich als Satelliten des größeren Tempels, nämlich des Hauses selbst, darstellen.
Das Haus, das als historisches Gebäude I. Grades gelistet ist, hat Sir John Dashwood, 10. Baronet (1896–1966) im Jahre 1943 an den National Trust übertragen, was ihm sein Erbe sehr übelnahm. Dashwood behielt sich das Eigentum an dem Inhalt des Hauses vor, den er größtenteils veräußerte. Nach seinem Tod wurde das Haus auf Kosten seines Sohnes, Sir Edward Dashwood, renoviert. Heute gehört zwar das Gebäude dem National Trust, aber Sir Edward Dashwood und seine Familie wohnen darin. Während der Sommermonate ist das Haus öffentlich zugänglich und dient auch als Ort für standesamtliche Trauungen und Firmenveranstaltungen, die zur Finanzierung der Reparaturen und des Unterhalts beitragen. In diesem Haus wurde der Film Austenland gedreht.

## Architektur

### Ethos

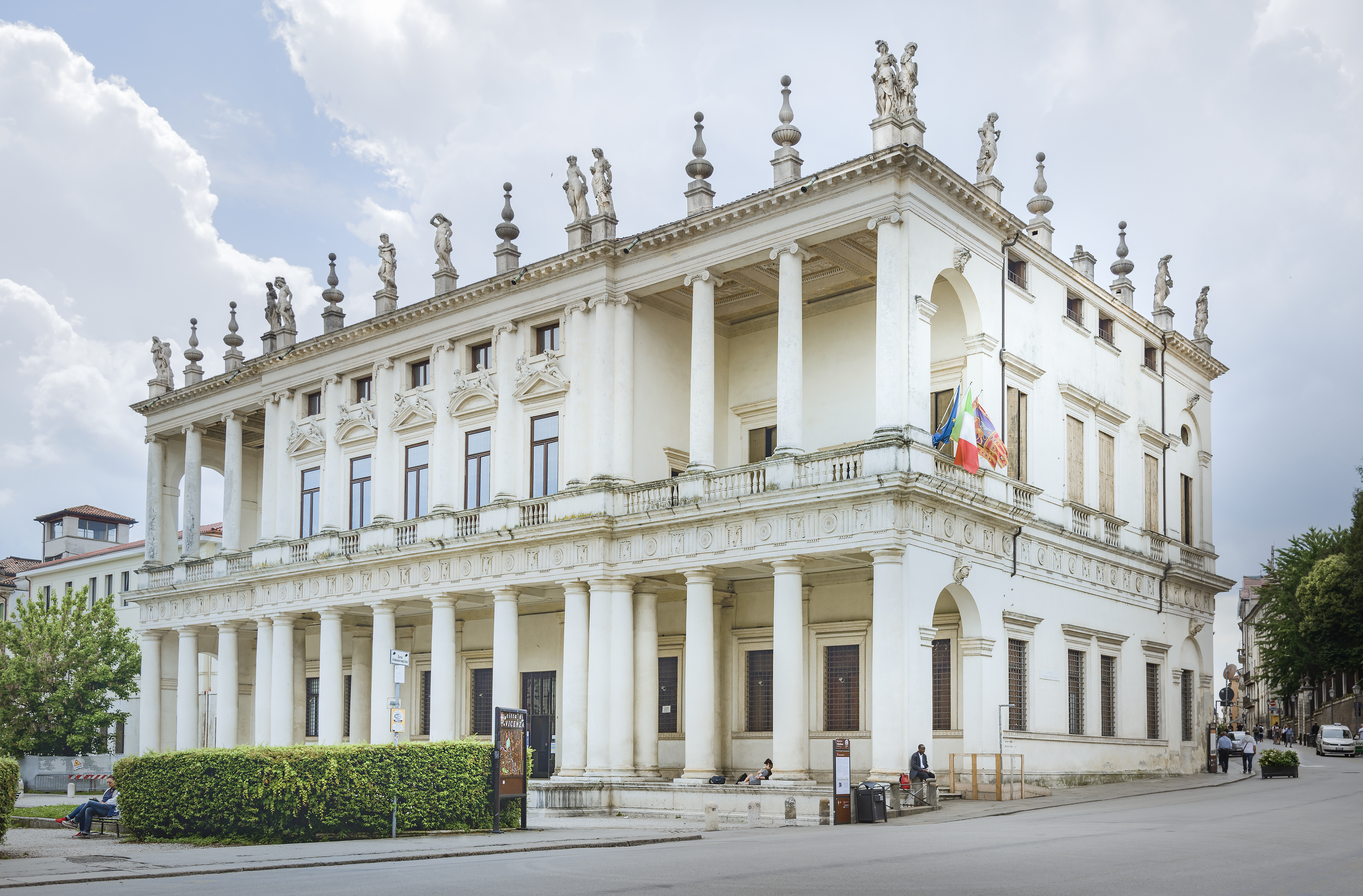
Der Chiericati-Palast (oben) von Palladio (um 1550) hat übereinander angeordnete Kolonnaden wie die von West Wycombe Park, aber die Inspiration für die Südfassade hat vermutlich Palladios Rekonstruktion von Vitruvs römischer Villa geliefert, die er in seinem Buch I quattro libri dell' architettura illustriert hat.

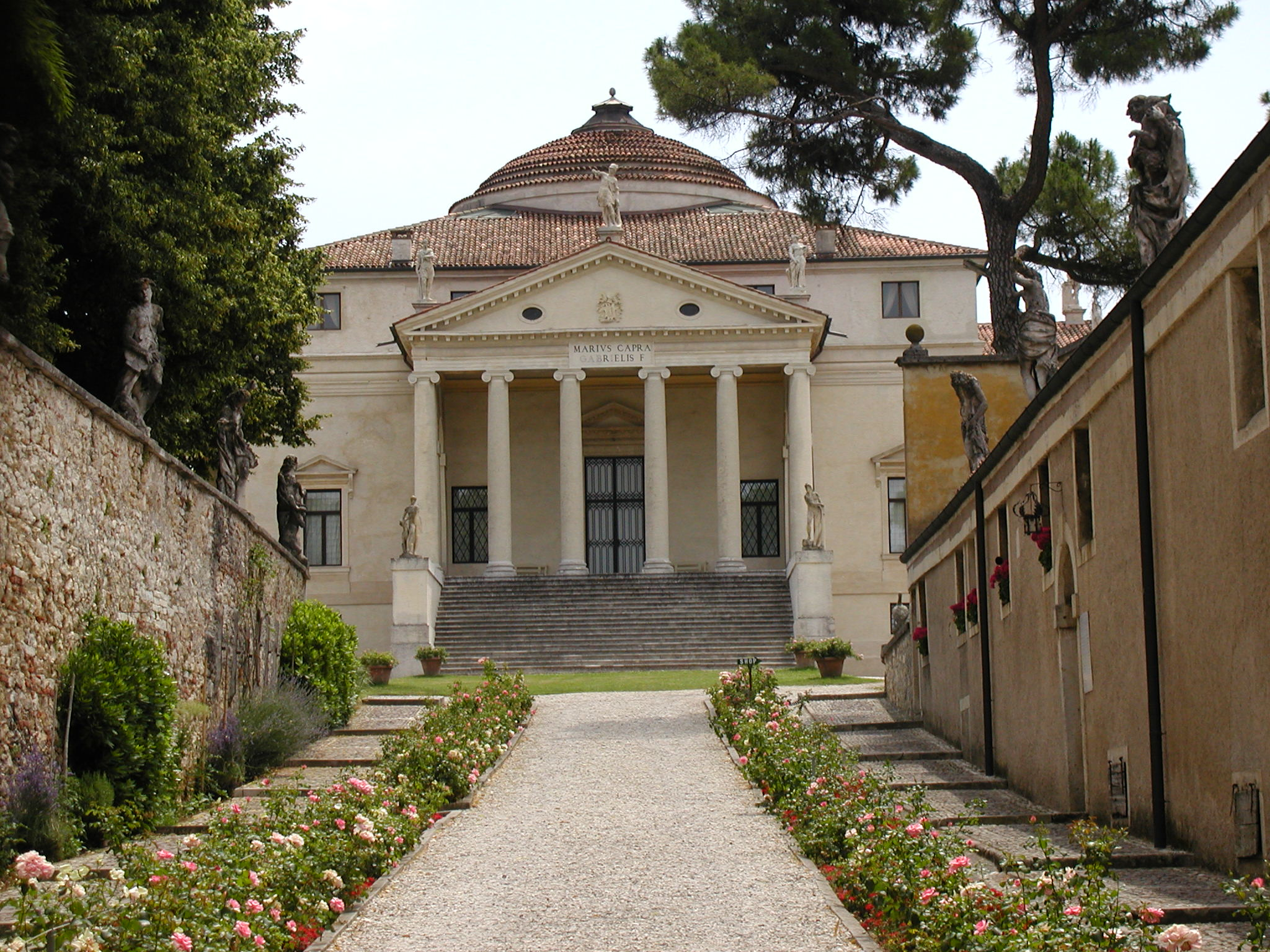
Palladios Villa Capra detta La Rotonda war die Inspiration für Mereworth Castle, das Haus von Dashwoods Onkel, Lord Westmorland. Die Ostfassade West Wycombe Park war wiederum eine Hommage an Westmorelands künstlerischen Geschmack bei Mereworth Castle.

West Wycombe Park, das architektonisch von den Renaissancevillen Venetiens inspiriert war, ist nicht das größte, großartigste oder bekannteste von Englands vielen Landhäusern. Im Vergleich zu den zeitgenössischen palladianistischen Bauten, wie der Holkham Hall, der Woburn Abbey oder der Ragley Hall ist es ziemlich klein, wenn auch architektonisch wichtig, da es eine Periode englischer Sozialgeschichte des 18. Jahrhunderts einschließt, als junge Männer, Dilettanti genannt, von ihrer fast schon obligatorischen Grand Tour mit neu erworbenen Kunstgegenständen zurückkamen und oft Landhäuser bauten, um ihre neuen Sammlungen unterzubringen und ihre Erkenntnisse und ihre Kultur, die sie auf ihren Reisen erworben hatten, in Stein darzustellen.
Das Anwesen von West Wycombe Park erwarben Sir Francis Dashwood, 1. Baronet, und sein Bruder Samuel 1698. Dashwood ließ das alte Herrenhaus abreißen und ein neues Herrenhaus an einem höher gelegenen Standort in der Nähe errichten. Dieses Herrenhaus bildete das Kernstück des heutigen Hauses. Bilder dieses Hauses auf frühen Plänen des Anwesens zeigen ein sehr konventionelles Haus mit quadratischem Grundriss im zeitgenössischen karolinischen Stil. 1724 vermachte Dashwood sein wenig bemerkenswertes Haus seinem 16-jährigen Sohn, dem 2. Baronet, der auch Francis hieß, dem späteren Lord le Despencer, der vermutlich am ehesten für seine Gründung des Hellfire Club in der Nähe des Herrenhauses, in den West Wycombe Caves, bekannt wurde. Zwei Jahre später brach er zu einer Reihe von Grand Tours auf: Die Ideen und Sitten, die er sich in dieser Periode aneignete, beeinflussten ihn sein ganzes Leben lang und bildeten den Dreh- und Angelpunkt für die Erneuerung des einfachen Hauses seines Vaters, wodurch es zu dem heutigen klassischen Gebäude wurde.

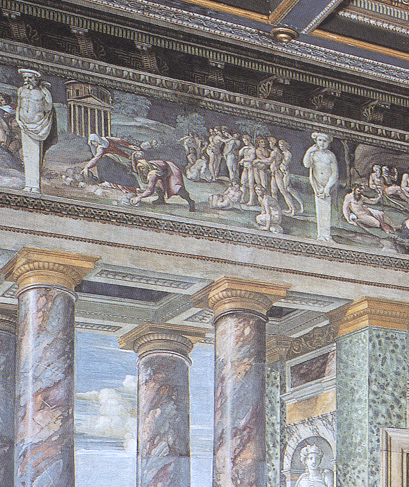
Freskos in the Villa Farnesina (um 1510), die die Inspiration für die Dekoration der Innenräume von West Wycombe Park lieferten.

West Wycombe Park wurde als „eines der theatralischsten Gebäude im Italianatestil aus der Mitte des 18. Jahrhunderts in England“ beschrieben. Von allen Landhäusern des 18. Jahrhunderts sind seine Fassaden in unverwässerter Form nicht nur im klassizistischen Stil italienischer Villen gestaltet, an denen der Palladianismus sich erstmals etablierte, sondern auch in dem der antiken Tempel, auf denen der Klassizismus beruht. Die dorischen Säulen am westlichen Portikus des Hauses gelten als frühestes Beispiel für den Greek-Revival-Stil in Großbritannien.
Das Ende des 18. Jahrhunderts war auch eine Periode der Veränderungen in der Innenausstattung englischer Landhäuser. Die barocke Konzeption des Hauptgeschosses oder der Beletage mit großen Schlafzimmerfluchten, die man Paradezimmer nannte, und neu einer großen Halle oder Salon für die gemeinschaftliche Nutzung verschwand nach und nach zu Gunsten kleinerer, gemütlicherer Schlafräume in den oberen Stockwerken. Dieser geänderte Grundriss ermöglichte die Nutzung der Beletage als Flucht von Empfangsräumen, jeder zu einem eigenen Zweck und schuf getrennte Bereiche, wie den kleinen Salon, das Speisezimmer, den Musikraum oder den Festsaal. So reflektiert West Wycombe Park perfekt die Veränderungen und Ideale aus dem Ende des 18. Jahrhunderts. Dieses Arrangement von Empfangs- und öffentlichen Räumen im Erdgeschoss und Schlaf- und Privaträumen darüber ist ohne Veränderung bis heute erhalten.

### Fassaden

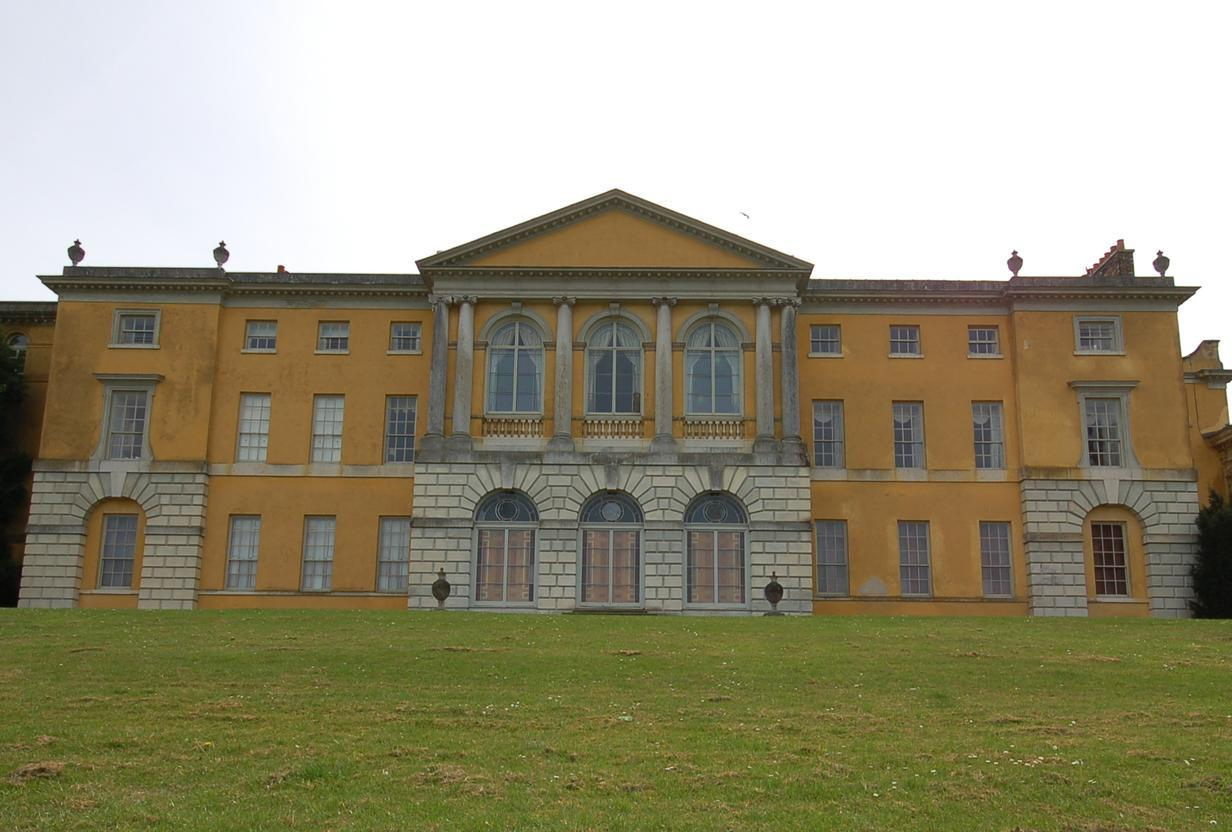
Die Nordfassade von West Wycombe Park (mit O im Grundriss bezeichnet)

Der Erbauer von West Wycombe Park, Sir Francis Dashwood, 2. Baronet, beauftragte drei verschiedene Architekten und zwei Landschaftsarchitekten mit den Entwürfen von Haus und Park. Er brachte auch selbst viel in die Planung ein: Er hatte eine Grand Tour hinter sich, hatte die italienischen Renaissancevillen selbst gesehen und wollte ihnen nacheifern.
Die Arbeiten begannen 1740 und endeten um 1800, als das alte Haus innen und außen komplett verändert worden war. Diese lange Bauzeit erklärt die Sprünge und Variationen in den Entwürfen: Als der Bau 1740 begonnen wurde, war der Palladianismus gerade modern, aber zur Zeit der Fertigstellung war er komplett von Klassizismus verdrängt worden; und so stellt sich das Haus als Ehe dieser beiden Stile dar. Während diese Ehe nicht vollständig schlecht ist, gehen die palladianistischen Details doch mit einem Verlust von Palladios Proportionen einher: Der östliche Portikus liegt nicht in der Achse des Hauses und auf beiden Seiten des Hauses wurden Bäume gepflanzt, um den Blick von diesem Entwurfsmakel abzulenken.

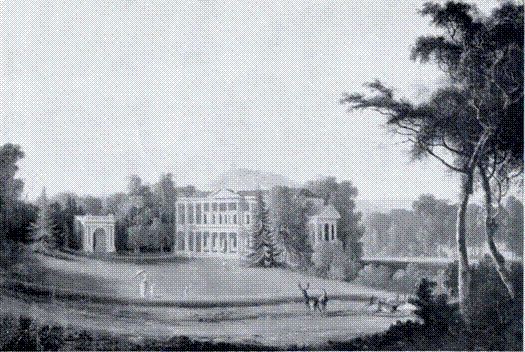
Blick auf die Südfassade von 1781, der zeigt, wie die Bäume gepflanzt wurden, um die Asymmetrie des östlichen Portikus zu verstecken. Das Gebäude links ist der „Tempel des Apollo“.

Die besten damaligen Architekten unterbreiteten Pläne zum Umbau des älteren Familiensitzes in eine moderne architektonische Extravaganz. Darunter war auch Robert Adam, der einen Plan für den westlichen Portikus einreichte, aber sein Vorschlag wurde nicht angenommen. Schließlich wurde der Architekt Nicholas Revett befragt und entwarf den bis heute erhaltenen westlichen Portikus. Heute ist das erste Bauteil, das man bei der Annäherung an das Haus von der Auffahrt her sieht, ebendieser westliche Portikus: Von dieser Seite erscheint das gesamte Haus als griechischer Tempel. Der Portikus mit seinen acht Säulen, der vom Bacchus-Tempel in Baalbek inspiriert wurde und 1770 fertiggestellt wurde, gilt als frühestes Beispiel der Greek-Revival-Architektur in Großbritannien. Der entgegengesetzte (östliche) Teil des Hauses, das von John Donowell entworfen und um 1755 fertiggestellt wurde, erscheint auch tempelähnlich, aber diesmal war die Muse La Rotonda. So repräsentieren die beiden entgegengesetzt liegenden Portikus, Ost und West, die Periode architektonischen Übergangs des späten 18. Jahrhunderts vom früheren, römische inspirierten Palladianismus zum eher griechisch inspirierten Klassizismus.

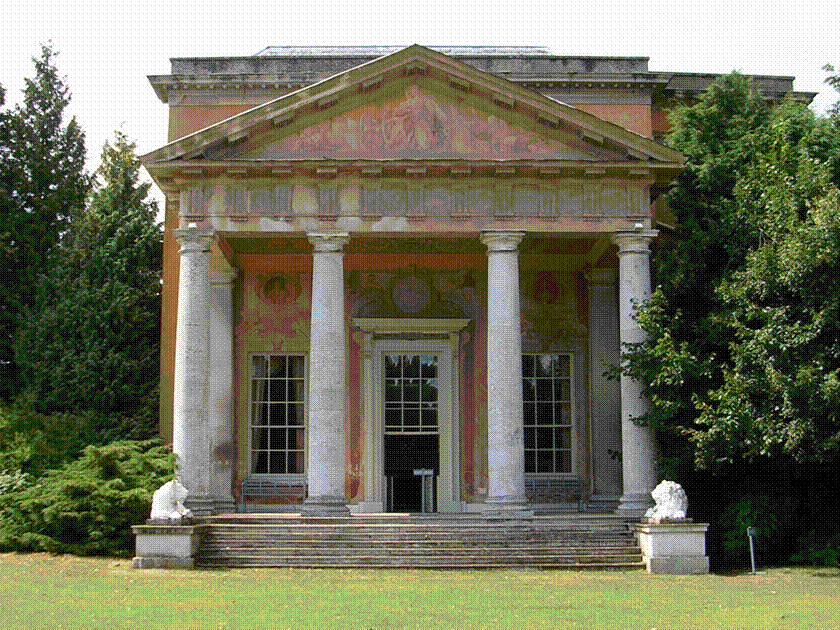
Der östliche Portikus von West Wycombe Park mit seinen Pflanzungen, die die asymmetrische Ausrichtung auf das Haus verdecken sollen. (als N im Grundriss markiert)

Die Hauptfassade ist die Südfassade, eine zweistöckige Kolonnade von korinthischer Säulen im Erdgeschoss und toskanischer Säulen im Obergeschoss, das Ganze mit einem darüber in der Mitte angebrachten Ziergiebel. Die Säulen bestehen nicht aus Stein, sondern aus Holz, das mit Stuck verkleidet wurde. Dies ist besonders interessant, da die Kosten kein Problem beim Bau des Hauses waren. Der Architekt dieser Fassade war John Donowell, der seine Arbeiten zwischen 1761 und 1763 ausführte (wenn er auch bis 1775 auf deren Bezahlung warten musste). Die Fassade, die Ähnlichkeiten mit der Hauptfassade von Palladios Chiericati-Palast von 1550 aufweist, war ursprünglich die Eingangsfront. Die Vordertür ist immer noch in der Mitte des Erdgeschosses eingebaut und führt in die Haupteingangshalle. Dies ist an sich eine wesentliche Abweichung von der klassischen Form: West Wycombe Park hat keine Beletage im Obergeschoss. Wäre der Architekt genau Palladios Idealen gefolgt, so hätten Haupteingang und Paradezimmer im Obergeschoss liegen müssen und wären über eine Außentreppe zu erreichen gewesen, wodurch die Hauptempfangsräume einen Ausblick von einem erhöhten Standort aus geboten hätten. Im Erdgeschoss wären dann Räume für die Dienerschaft angeordnet gewesen.
Die strengere Nordfassade ist 11 Joche breit, wobei den Endjochen besondere Bedeutung durch eine Rustizierung des Erdgeschosses verliehen wurde. In der Mitte dieser Fassade befinden sich ionische Säulen, die einen Ziergiebel stützen, und ursprünglich das Wappen der Dashwoods trugen. Diese Fassade soll in den Jahren 1750 und 1751 entstanden sein, auch wenn die geteilten Fenster dieser Fassade den Schluss nahelegen, das dies eine der ersten Verbesserungen des 2. Baronets am originalen Haus waren, da gebogene oder geteilte Fensterköpfe typisch für den Anfang des 18. Jahrhunderts waren.

### Innenräume

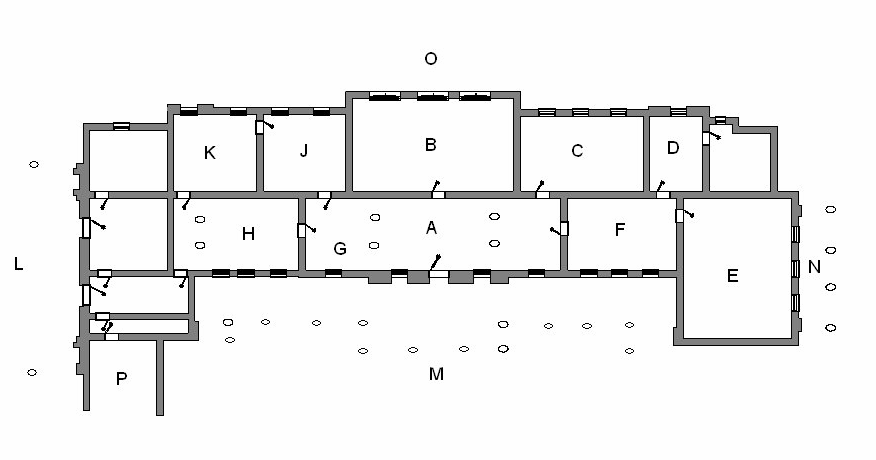
Grundriss des Erdgeschosses. Legende: A Halle; B Salon; C Roter Salon; D Arbeitszimmer; E Musikzimmer; F Blauer Salon; G Treppenhaus; H Speisezimmer; J Wandteppichraum; K Königszimmer (früheres Paradeschlafzimmer); L Westlicher Portikus; M Südfassade und Kolonnade; N Östlicher Portikus; O Nordfassade; P Flügel für die Dienerschaft.

Die Hauptempfangsräume befinden sich im Erdgeschoss und sind mit großen Schiebefenstern versehen, die zu den Portikus und den Kolonnaden hin öffnen und daher auch zu den Gärten, ein Arrangement, das man so nicht in den großartigen Villen und Palästen der italienischen Renaissance findet. Das Herrenhaus enthält eine Reihe von Salons aus dem 18. Jahrhundert, die in der Art dieser Zeit dekoriert und ausgestattet sind, mit mehrfarbigen Marmorböden und Deckengemälden, auf denen klassische Szenen aus der griechischen und der römischen Mythologie dargestellt sind. Von besonderem Interesse ist die Eingangshalle, die einem römischen Atrium mit marmorierten Säulen und einem Deckengemälde, einer Kopie von Robert Woods Ruins of Palmyra ähnelt.
Viele der Empfangsräume haben Deckengemälde, die von italienischen Palazzi kopiert wurden, besonders von Palazzo Farnese in Rom. Der größte Raum im Haus ist der Musikraum, der sich zum östlichen Portikus hin öffnet. Das Deckenfresko in diesem Raum stellt ein „Bankett der Götter“ dar und wurde von der Villa Farnesina kopiert. Der Salon, der die Mitte der Nordfront einnimmt, enthält viele Marmorfiguren, auch Statuetten der vier Jahreszeiten. Das Deckengemälde stellt „Das Konzil der Götter und die Aufnahme der Psyche“ dar und ist ebenfalls eine Kopie aus der Villa Farnesina.

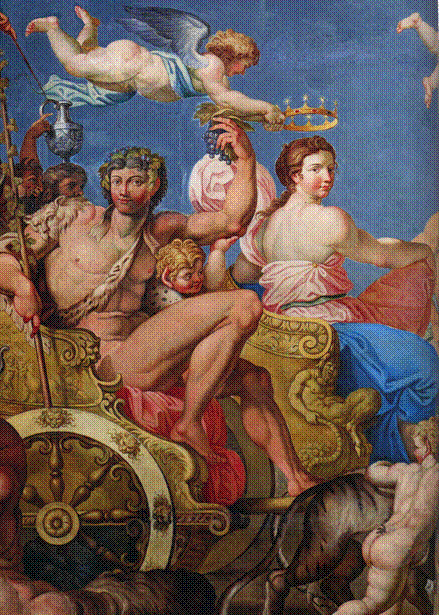
Das Deckengemälde von Giuseppe Mattia Borgnis aus dem Jahre 1752 im Blauen Salon von West Wycombe Park ist eine direkte Kopie von Annibale Carraccis Original im Palazzo Farnese.

Die Wände des Speisezimmers sind aus bemaltem, falschen Jaspis und enthalten Gemälde von Hausherrn – Sir Francis Dashwood – und seinen Kollegen des Diwanclubs (einer Gesellschaft für die, die das osmanische Reich besucht hatten). Der Raum enthält auch ein Deckengemälde aus Woods Palmyra.
Der Blaue Salon wird von einem feinen Deckengemälde beherrscht, auf dem „Der Triumph von Bacchus und Ariadne“ (s. Abbildung links) abgebildet ist. In diesem Raum befindet sich eine Gipsstatuette der Venus Medici und stellt ein Symbol für den riskanten Hang des 2. Baronets zur Göttin der Liebe dar. Der Raum hat blau beflockte Wände, an denen in den 1960er-Jahren Gemälde verschiedener italienischer Schulen des 17. Jahrhunderts aufgehängt waren.
Das relative kleine Arbeitszimmer enthält Grundrisse des Hauses und mögliche Impressionen verschiedener Fassaden. Eine davon soll von Sir Francis Dashwood selbst gezeichnet worden sein. Im Wandteppichraum, einst Vorraum zum anschließenden Paradeschlafzimmer, hängen Wandteppiche, die man dem 1. Duke of Marlborough zur Feier seiner Siege in den Niederlanden schenkte. Marlborough war ein entfernter Verwandter der Dashwoods. Die Bildwirkereien, die etwa 1710 entstanden sind, zeigen Fasanenszenen der Teniers, die zurechtgeschnitten und an die Proportionen und die Ausstattung des Raumes angepasst wurden.
Trotz der großartigen Dekoration sind die Innenräume des Hauses nicht überwältigend. Die Räume sind nicht fürchterlich groß und die Decken sind nicht gigantisch hoch. Die vielen großen Fenster in allen Räumen ermöglichen eine gute Belichtung für die Farben der vielen Gemälde und seidenen Bildwirkereien an den Wänden und die antiken Möbel.

## Die Gärten und der Park

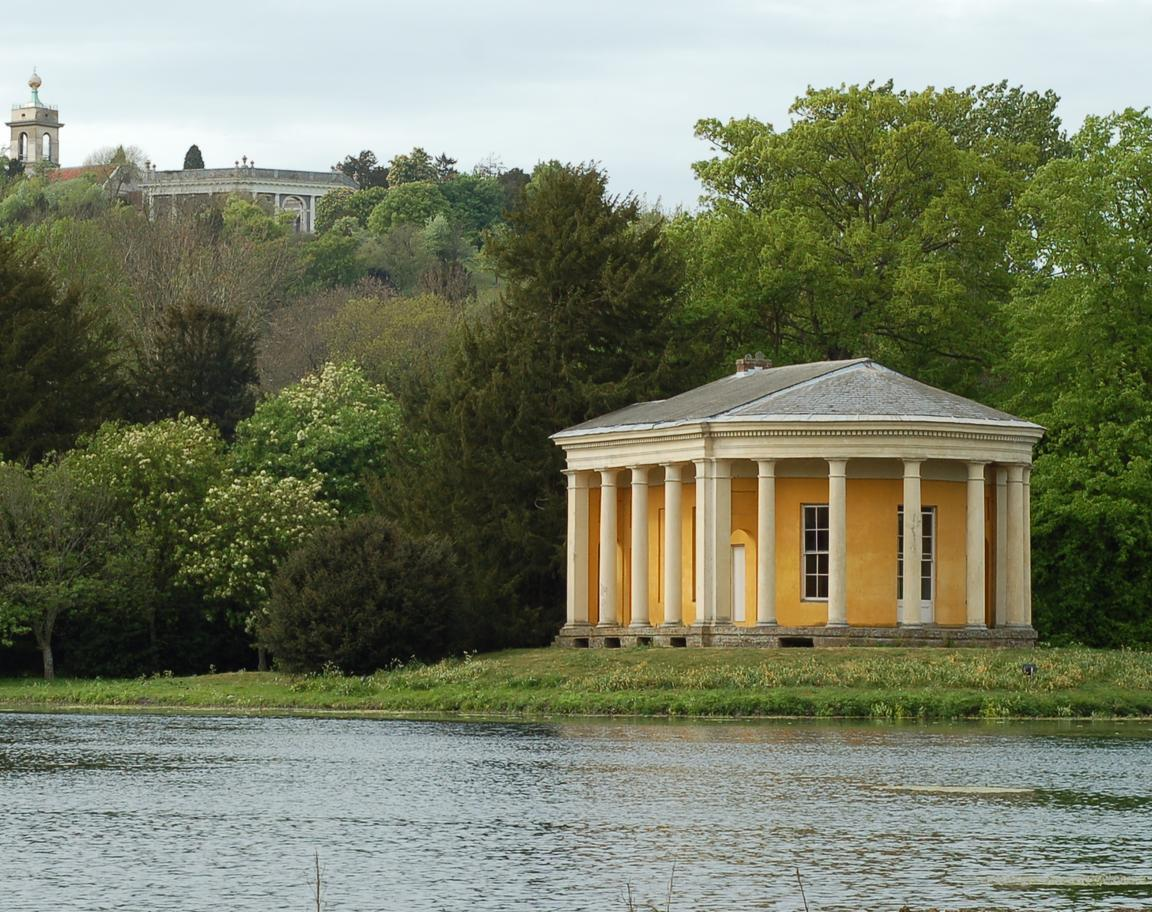
Der Tempel der Musik auf einer der Inseln des schwanenförmigen Sees. Im Hintergrund, auf dem Hügel, sind das Dashwood-Mausoleum und die Kirche zu sehen.

Die Gärten von West Wycombe Park gehören zu den schönsten und idiosynkratischten Gärten des 18. Jahrhunderts, die heute in England noch erhalten sind. Der Park ist wegen der durchgängigen Anwendung klassizistischer Architektur aus Griechenland und Italien einmalig. Die beiden wichtigsten Gartenarchitekten von West Wycombe Park waren John Donowell und Nicholas Revett. Sie entwarfen alle Zierbauten im Park. Der Landschaftsarchitekt Thomas Cook begann mit der Ausführung der Pläne für den Park mit einem 3,6 Hektar großen künstlichen See in Form eines Schwanes, der vom nahegelegenen River Wye gespeist wird. Auf dem See schwamm ursprünglich eine spanische Galeone zur Erbauung von Dashwoods Gästen, komplett mit einem festangestellten Kapitän an Bord. Das Wasser fließt über einen Wasserfall aus dem See und in einen Kanalweiher.
Eine der wichtigsten Errungenschaften am Ende der georgianischen Periode war die Einführung vieler neuer Baum- und Blumenarten aus der ganzen Welt, was Horace Walpole als Verleihung des “Reichtums und der Farben, die so besonders für den modernen Landschaftsgarten” sind, beschreibt. Die neuen Pflanzenarten ermöglichten auch Stimmungsänderungen durch Veränderung der Bepflanzung; so konnte eine Fläche dunkel und melancholisch sein, eine andere hell und aufwallend, oder mystisch. So nahmen zeitgenössische Gärten wie West Wycombe Park oder Stourhead, beide als Weg um einen See gestaltet, den Besucher durch eine Reihe von Örtlichkeiten führen, jede mit ihrem eigenen Charakter, völlig anders als die vorhergehende. Humphry Repton erweiterte die 20 km² später nach Osten in Richtung auf die nahegelegene Stadt High Wycombe, bis sie so aussahen wie heute.

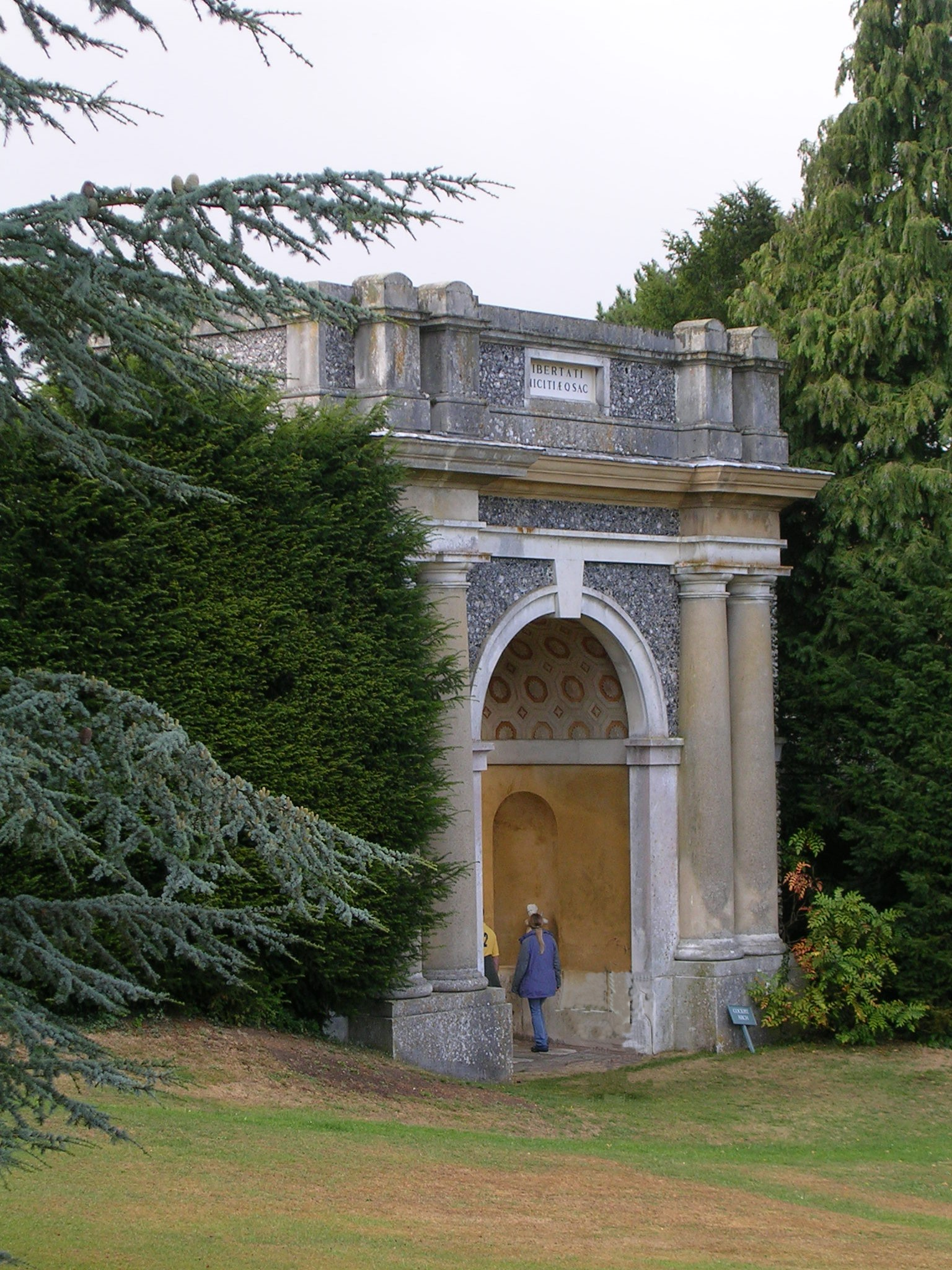
Der „Tempel des Apollo“ war ursprünglich ein Torweg und wurde später für Hahnenkämpfe verwendet; er rahmte auch den Blick auf das Gebäude der Dienerschaft vom Haupthaus aus (als P im Grundriss markiert).

Im Park finden sich immer noch viele Follies und Tempel. Der „Tempel der Musik“ liegt auf einer Insel im See und wurde vom Tempel der Vesta in Rom inspiriert. Er war für Dashwoods Fêtes champêtres entworfen worden, wobei der Tempel als Theater diente. Die Überreste der Bühne sind bis heute erhalten. Gegenüber dem Tempel befindet sich der Hauptwasserfall des Gartens mit Statuen zweier Wassernymphen. Der heutige Wasserfall ist eine Rekonstruktion, da das Original in den 1830er-Jahren abgerissen wurde. Der Entwurf eines achteckigen Turmes, „Tempel der Winde“ genannt, beruht auf dem Turm der Winde in Athen.
Die klassische Architektur setzt sich mit dem „Tempel der Flora“, einem versteckten Sommerhaus, und dem „Tempel der Daphne“, beide Reminiszenzen kleine Tempel auf der Akropolis, entlang des Weges um den See fort. Ein weiterer versteckter Tempel, der „Runde Tempel“, hat eine gebogene Loggia. Näher am Haus, liegt ein römischer Triumphbogen, der den Blick auf das Gebäude der Dienerschaft rahmt, der „Tempel des Apollo“ (wegen seiner früheren Nutzung für Hahnenkämpfe auch „Cockpit Arch“ genannt). Dort steht eine Kopie des bekannten Apollo von Belvedere. Ganz in der Nähe befindet sich der „Tempel der Diana“ mit einer Statue der Göttin in einer kleinen Nische. Eine andere Göttin wird im „Tempel der Venus“ gefeiert. Unterhalb befindet sich eine Exedra, eine Grotte (auch „Wohnzimmer der Venus“ genannt) und eine Statue von Merkur. In der Exedra war einst eine Kopie der Venus Medici; sie wurde in den 1820er-Jahren zerstört, wurde aber kürzlich restauriert und enthält heute eine Kopie der Venus von Milo.
Spätere Bauten, die sich nicht an das klassische Thema halten, sind das neugotische Bootshaus, ein neugotischer Alkoven – heute eine romantische Ruine, die im Unterholz versteckt ist – und eine neugotische Kapelle, wo einst der Schuhmacher des Dorfes arbeitete, die aber später als Hundezwinger des Anwesens genutzt wurde. Ein Denkmal von Elisabeth II. wurde an ihrem 60. Geburtstag 1986 aufgestellt.

## Die Dashwoods von West Wycombe Park

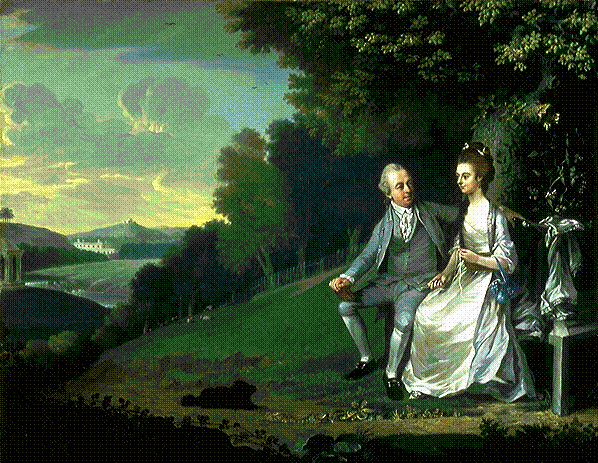
Gemälde mit dem Titel "Sir Francis und Lady Dashwood in West Wycombe Park", geschaffen 1776 mit dem gerade fertiggestellten Haus hinter dem Paar.

Sir Francis Dashwood ließ West Wycombe Park für die Unterhaltung bauen und es gab viele Spekulationen darüber, welche Art von Unterhaltung er seinen Gästen bot. Dashwood und seiner Clique wurde ein Verhalten gegen die Sexualmoral Ausgang des 18. Jahrhunderts unterstellt und sie wurden als promiskuitiv angesehen. Dagegen ist es wahrscheinlich, dass die zeitgenössischen Berichte über die bacchanalischen Orgien, die Dashwood in seinen Hellfire Caves oberhalb von West Wycombe Park präsidierte, übertrieben waren, aber freie Liebe und Saufereien fanden dort statt. Dashwood ließ sich oft in Porträts in phantasievoller Kleidung abbilden (auf einem gewandet als der Papst, der eine weibliche Herme toastete) und diese Leidenschaft für phantasievolle Kleidung schlug wohl auf seine Feste in West Wycombe Park durch. Nach der Weihung des westlichen Portikus als bacchanalischer Tempel 1771 feierten Dashwood und seine Freunde, nur bekleidet mit Weinblättern, am See und führten „Paians und Trankopfer“ auf. Bei einer anderen Gelegenheit wurde der „Kapitän“ einer der Jachten, die als Schlachtschiffe aufgetakelt waren, während einer nachgestellten Seeschlacht auf dem See fast getötet, als er von einer Kanonenkugel aus Watte getroffen wurde, die von einem gegnerischen Schiff abgefeuert worden war. Es scheint, dass Dashwood in seinen späteren Jahren reifte, denn er weihte sein Leben dann gemeinnütziger Arbeit. Er starb 1781 und vermachte West Wycombe Park seinem Halbbruder, Sir John Dashwood-King, 3. Baronet.
Dashwood-King verbrachte nur wenig Zeit in West Wycombe. Nach seinem Tod 1793 erbte sein Sohn, Sir John Dashwood-King, 4. Baronet, Parlamentsabgeordneter für Wycombe und Freund des Prince of Wales (auch wenn diese Freundschaft auf eine harte Probe gestellt wurde, als Sir John seine Gattin einer Affäre mit dem Prinzen beschuldigte) das Anwesen. Wie sein Vater kümmerte sich Sir John wenig um West Wycombe Park und führte im Jahre 1800 einen fünftägigen Abverkauf von Möbeln aus dem Herrenhaus durch. 1806 wurde durch die Treuhänder seines Sohnes vom Verkauf des ganzen Anwesen abgehalten, dem das Anwesen zugesprochen war. In den letzten Jahren seines Lebens wurde er religiös und hielt prahlerisch-antialkoholische Parties in den Gärten von West Wycombe Park ab. Dies tat er mit Hilfe der „Freunde von Ordnung und Integrität“ – diese Parties unterschieden sich wohl stark von den Bacchanalien, die sein Onkel auf dem Anwesen abhielt. 1847 war Sir John bankrott und Verwaltern gehörten seine Möbel aus seinem Familiensitz Halton House. Er starb 1849, entfremdet von seiner Gattin und dem überlebenden Sohn.

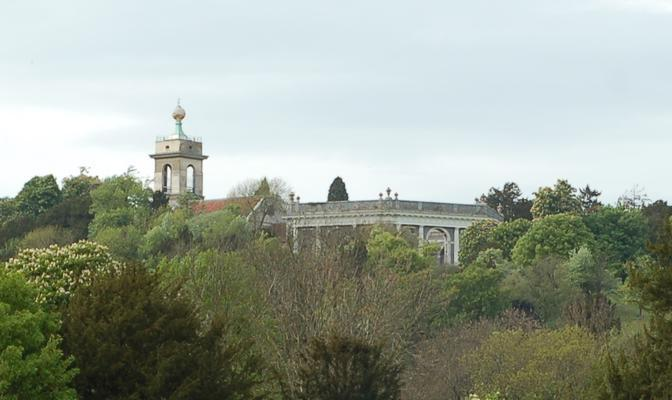
Der Turm der West Wycombe Church (links) und das Mausoleum (rechts) überblicken die Gärten und den Park. In dem sechseckigen Gebäude, eher eine Einfriedung als ein Mausoleum, wurden die Herzen der Mitglieder des Hellfire Clubs beerdigt. Die Familiengräber sind im Gewölbe unter der Kirche.

Sir John wurde von seinem ihm entfremdeten Sohn Sir George Dashwood, 5. Baronet, beerbt. Zum ersten Mal seit dem Tod des 2. Baronets 1781 wurde West Wycombe Park wieder zur bevorzugten Residenz des Eigentümers. Aber das Anwesen war hoch verschuldet und so war Sir George gezwungen, die ihm nicht zugesprochenen Anwesen, auch Halton House, zu verkaufen. Letzteres verkaufte er an Lionel de Rothschild für die damals enorm hohe Summe von £ 54.000 (heute ca. £ 5 Mio.) Die Erholung der Finanzen der Dashwoods ermöglichte die Restaurierung und Wiederausstattung von West Wycombe Park. Sir George starb 1862 kinderlos und hinterließ seiner Gattin, Elizabeth, ein lebenslanges Wohnrecht im Haus, während sein Titel und das Eigentum an dem Anwesen kurz auf seinen Bruder und dann auf seinen Neffen übergingen. Lady Dashwoods durchgehende Anwesenheit im Haus hielt den Neffen, Sir Edwin Dashwood, 7. Baronet, einen trunksüchtigen Schafzüchter auf der Südinsel von Neuseeland, bis zu ihrem Tod 1889 davon ab, in dem Herrenhaus zu leben. Sie hinterließ ein vernachlässigtes Anwesen und ein bröckelndes Haus.
Der Sohn des 7. Baronets, Sir Edwin Dashwood, 8. Baronet, reiste aus Neuseeland an, um das Haus zu beanspruchen, nur um festzustellen, dass die Erben von Lady Dashwood den Inhalt des Hauses und den Familienschmuck beanspruchten, den sie in der Folge verkauften. Daher war Sir Edwin gezwungen, Haus und Anwesen 1892 zu verpfänden. Im Jahr darauf starb er unerwartet und das hoch verschuldete Anwesen fiel an seinen Bruder, Sir Robert Dashwood, 9. Baronet. Sir Robert strengte ein teures Gerichtsverfahren gegen die Nachlassverwalter von Lady Dashwood an, das er verlor. Das Geld dafür erlöste er aus dem Abholzen des lichten Waldes auf dem Anwesen, dem Verkauf des Holzes und dem Verkauf des Stadthauses der Familie in London. Nach seinem Tod 1908 fiel das Haus an seinen 13-jährigen Sohn, Sir John Dashwood, 10. Baronet, der als Erwachsener einen Großteil der verbleibenden originalen Ausstattung des Herrenhauses (einschließlich des Paradebettes – für £ 58 – dieses wichtige Stück aus der Geschichte des Hauses komplett mit seinen vergoldeten Ananas ist heute verloren) verkaufte. 1922 versuchte er, das Haus selbst zu verkaufen. Er erhielt nur ein Angebot über £ 10.000 (heute etwa £ 488.000) und so nahm er vom Verkauf des Hauses wieder Abstand. Er musste also in einem Haus leben, dass er nicht mochte, und verkaufte das ganze Dorf West Wycombe, um die Renovierungen zu bezahlen. Nicht alle Renovierungen waren gut gemacht: Deckengemälde aus dem 18. Jahrhundert wurden weiß übermalt und das Speisezimmer wurde in zwei Räume für die Dienerschaft aufgeteilt, sodass man das große Gebäude für die Dienerschaft nicht mehr benötigte und es verfallen ließ.
Eine Art Rettung für West Wycombe Park war Sir Johns Gattin: Lady Dashwood, die frühere Helen Eaton, gehörte zu den oberen Zehntausend, die die Unterhaltung liebte. Sie gab die ganzen 1930er-Jahre über Feste von gewissem Niveau in West Wycombe Park. Sie lebte von ihrem Gatten fast entfremdet; die Eheleute wohnten gegenüberliegende Teile des Herrenhauses. Sie gab häufig „große und vornehme“ Hausparties, die sie durch weiter Landverkäufe finanzierte.
Im Zweiten Weltkrieg diente das Haus als Lager für die evakuierte Wallace Collection und als Heilanstalt. Eine Truppe von Schützen belegte das verfallende Gebäude für die Dienerschaft und den Park nutzte man, um Sperrballons aufzublasen. In diesem Durcheinander zogen sich die Dashwoods in das Obergeschoss zurück und nahmen Mieter auf, um die Rechnungen bezahlen zu können, aber nur sehr vornehme Mieter, wie z. B. Nancy Mitford und James Lees-Milne.
Lees-Milne war Sekretär des Country House Committee des National Trust, das im Krieg ein Büro in West Wycombe hatte. Sir John, der die geschichtliche Bedeutung seines Hauses schätzte, wenn auch nicht das Haus selbst, überließ das Anwesen 1943 dem National Trust zusammen mit einer Stiftung von £ 2000 (heute etwa £ 80.000).

## West Wycombe Park im 21. Jahrhundert
Heute dient West Wycombe Park als öffentlich zugängliches Museum, Familiensitz und Filmkulisse. In den Sommermonaten können zahlende Besucher sich das Erdgeschoss ansehen, um die Architektur und den antiken Inhalt des Hauses zu betrachten, das immer noch den Dashwoods gehört. Viel von der antiken Ausstattung wurde von Sir Francis Dashwood, 11. Baronet, Ende des 20. Jahrhunderts zurückgekauft und wieder in das Haus gebracht, nachdem es im 19. und Anfang des 20. Jahrhunderts bei etlichen Verkaufsaktionen verstreut worden war.
Der derzeitige Kopf der Familie Dashwood, der 1964 geborene Sir Edward Dashwood, betreibt Anwesen und Haus als Wirtschaftsunternehmen, sodass er das gesamte Anwesen erhalten und unterhalten kann. Das Haus wird häufig als Filmkulisse vermietet und neben landwirtschaftlichen Unternehmen gibt es dort zusätzlich eine große Fasanenjagd, für die man Gewehre mieten kann. Sir Edward ist Präsident des West Wycombe Polo Clubs, der auf dem Anwesen angesiedelt ist.
West Wycombe Park wird heute nicht nur unterhalten, sondern weiter “verbessert”. Z.B. wurde ein riesiges Reiterstandbild als Fokus für einen weiten Blick vom Hausa aus entlang langer Alleen aufgestellt. Wenn man genau hinsieht, erkennt man, dass es sich dabei um ein Requisit aus GFK handelt, der in den Pinewood Studios gefunden und Ende des 20. Jahrhunderts von Sir Francis Dashwood, 11. Baronet, für zwölf Flaschen Champagner erworben wurde. Das örtliche Bauamt ärgerte sich sehr darüber, aber sie verloren den Prozess, in dem sie die Entfernung verlangten. Heute soll es aus der Ferne sogar Experten täuschen. Der Park kommt in der CBBC-Fernsehserie Hounded mit Rufus Hound vor. Er ist der Ort, wo Rufus Anweisungen von seinem zukünftigen Ich erhält.
Im Park, einem natürlichen Amphitheater, finden oft öffentliche Konzerte und Feuerwerke statt. So sind das Herrenhaus, das häufig für Hochzeiten und Firmenveranstaltungen genutzt wird, und sein Park auch heute noch Austragungsorte verschwenderischer Unterhaltungsveranstaltungen, so wie es ihr Erbauer ursprünglich geplant hatte. Unter der gemeinsamen Verwaltung des National Trust und Sir Edward Dashwoods ist West Wycombe Park nicht nur ein gut erhaltenes Denkmal an die Geschmäcker und Schwächen des ausgehenden 18. Jahrhunderts, sondern auch ein häufig genutzter, öffentlicher Veranstaltungsort.